# Deluxe (альбом Harmonia)
Deluxe — другий альбом західнонімецького краут-рок гурту Harmonia, що складається з гітариста Neu! Міхаеля Ротера та дуету Cluster Ганса-Йоахіма Ределіуса і Дітера Меобіуса. Він був записаний у червні 1975 року в студії Harmonia у Форсті, Німеччина. Вперше він був виданий на лейблі Brain Records у 1975 році.
Deluxe був спродюсований учасниками гурту та Конні Планком. До тріо також приєднався барабанщик Мані Ноймаєр. Він був офіційно перевиданий у 2004 році лейблом Universal.

## Передумови
Для Deluxe Harmonia працювала з продюсером Конні Планком (який раніше працював з обома їхніми основними проектами Cluster і Neu!). Він привіз до заміської студії гурту 16-доріжковий магнітофоy і мікшер. Планк запросив барабанщика і учасника гурту Guru Guru Мані Ноймаєра для участі у записі кількох треків. Deluxe підкреслив рок і поп-чутливість Ротера, а не імпровізаційність Cluster, що призвело до певної творчої напруженості у відносинах між учасниками.

## Відгуки
Рецензія Неда Раггетта на Allmusic описує альбом як «трохи більш безпосередній і пісенно-орієнтований, ніж його попередник, але не менш чарівний і приємний на слух», зазначаючи, що «моторик-імпульси і ритми, якими б м'якими і тонкими вони не були, все ще домінують, в той час як глазуроване, тепле відчуття всього альбому вражає». PopMatters назвав альбом «глибоко красивим записом, який переосмислює слово 'медитативний' і переливається захоплюючими дух уривками неквапливої і сприймаючої музики». Письменник Девід Стаббс менш позитивно висловив думку, що «у порівнянні з першим альбомом він відчувається трохи занадто легким, позбавленим гравітаційного тяжіння впливу Моебіуса і Роделіуса; вони відчувають себе гостями на альбомі Міхаеля Ротера — прекрасному, звичайно, […] але серця дуету Cluster було в ньому все менше і менше.»
Музикант, письменник та історик року Джуліан Коуп включив Deluxe до свого списку Krautrock Top 50.

## Реліз
CD Deluxe вперше з'явилися у 1994 році на лейблі Germanofon. Ця сумнівна компанія, що базувалася в Люксембурзі, випустила численні альбоми краут-року без належного дозволу та без сплати роялті, фактично виробляючи бутлеги, які якимось чином потрапляли до мейнстрімної дистрибуції. Компакт-диски Germanofon були переписані з вінілових платівок і, як правило, мали гіршу якість звуку. Альбом не був належним чином виданий на CD до 24 жовтня 2004 року на лейблі Motor Music, дочірньому лейблі Universal Music Group. Він також був перевиданий Universal в Японії у 2005 році, російським лейблом Lilith у 2006 році та лейблом Revisited Records у 2007 році.

## Трек-лист
Музика та концепція Міхаеля Ротера, Ганса-Йоахіма Роделіуса та Дітера Моебіуса.
| #  | Назва                     | Тривалість |
| -- | ------------------------- | ---------- |
| 1. | «Deluxe (Immer Wieder)»   | 9:45       |
| 2. | «Walky-Talky»             | 10:35      |
| 3. | «Monza (Rauf und Runter)» | 7:07       |
| 4. | «Notre Dame»              | 4:15       |
| 5. | «Gollum»                  | 4:35       |
| 6. | «Kekse»                   | 5:35       |

## Персоналії
Harmonia
- Ганс-Йоахім Роделіус — клавішні, вокал
- Міхаель Ротер — гітара, клавішні, вокал
- Дітер Моебіус — синтезатор, тайшоґото, вокал

with:
- Мані Ноймаєр — барабани